# 俄罗斯联邦功勋艺术工作者
俄罗斯联邦功勋艺术工作者（俄语：Заслуженный деятель искусств Российской Федерации），是俄罗斯联邦授予艺术工作者的一个荣誉称号。其地位要低于“俄罗斯联邦人民艺术家”荣誉称号。

## 历史
“俄罗斯联邦功勋艺术工作者”称号由1995年12月30日俄罗斯联邦总统令第1341号设立。命令确立了该称号的授予规范以及胸章样式等内容。命令于1996年4月1日生效。此后经过多次修订，目前受2010年9月7日总统令的规范。
“俄罗斯联邦功勋艺术工作者”称号最早可以追溯到1931年设立的“俄罗斯苏维埃联邦社会主义共和国功勋艺术工作者”称号。1991年苏联解体后，俄罗斯苏维埃联邦社会主义共和国不复存在。在1992年2月至1995年的过渡期，俄罗斯联邦政府仍授予该称号，发放的胸章仍维持原来的样式，只是上面刻的字样变更为“功勋艺术工作者”。

## 授予对象
现行的2010年9月7日第1099号总统令规定：
“俄罗斯联邦功勋艺术工作者”授予为俄罗斯艺术和艺术教育事业做出突出贡献的人士。接受此称号的对象涵盖所有艺术工作者。不仅包括作曲家、钢琴家、舞蹈家、歌手、电影导演、音乐指挥家、舞台演员和电影演员等知名职业，还包括艺术史学家、马戏团工作者、艺术活动策划组织者等幕后工作人员。通常至少要在本人实际从业15年后才有资格和机会获得。

## 胸章样式
胸章为椭圆形设计。长轴为40毫米，宽轴为30毫米。正上方刻有俄羅斯聯邦國徽，中央刻有“功勋艺术工作者”字样。
胸章应佩戴在胸部的右侧。

## 相关称号
- 俄罗斯联邦人民艺术家：俄罗斯联邦授予表演工作者的最高荣誉称号。地位要高于“俄罗斯联邦功勋艺术工作者”荣誉称号。
- 俄罗斯联邦功勋艺术家：俄罗斯联邦授予表演工作者的荣誉称号。
- 俄罗斯联邦功勋文化工作者：俄罗斯联邦授予为积极促进本国文化发展和传播人士的荣誉称号。
- 俄罗斯联邦功勋画家：俄罗斯联邦授予美术、平面设计和装饰艺术工作者（视觉艺术）的荣誉称号。
- 俄罗斯苏维埃联邦社会主义共和国功勋艺术工作者：苏联时代俄罗斯联邦共和国的荣誉称号，地位低于人民艺术家。1991年后不再授予。